# Pyxine plumea
Pyxine plumea är en lavart som beskrevs av Kalb. Pyxine plumea ingår i släktet Pyxine och familjen Physciaceae.   Inga underarter finns listade i Catalogue of Life.